# Montreuil-sur-Lozon
Montreuil-sur-Lozon é uma comuna francesa na região administrativa da Normandia, no departamento Mancha. Estende-se por uma área de 6,37 km². Em 2010 a comuna tinha 339 habitantes (densidade: 53,2 hab./km²).